# La princesa dorada
La Princesa Dorada es el primer sencillo solista del músico de rock Tanguito. Fue editado en 1968 por la discográfica Vik, sello continuador de RCA.

## El disco
| Lado A |                      |              |          |  |
| N.º    | Título               | Escritor(es) | Duración |  |
| 1.     | «El hombre restante» | Pipo Lernoud | 2:42     |  |

| Lado B |                      |                              |          |  |
| N.º    | Título               | Escritor(es)                 | Duración |  |
| 1.     | «La princesa dorada» | Pipo Lernoud/Javier Martínez | 3:42     |  |

## Autores
Hubo incidencias en cuanto a la autoría de la letra de la canción La princesa dorada (el compositor fue Javier Martínez), ya que en los créditos figura Tanguito como escritor. Sin embargo, Pipo Lernoud, autor de la canción, afirmó lo siguiente sobre este y la canción Amor de primavera años después:

La letra de Amor de Primavera no es de Tanguito sino de Hernán Pujó. Pujó no figuró en el crédito porque Tanguito no lo puso, como tampoco me hizo figurar a mí en La Princesa Dorada. Yo lo conocía, pero nunca supe si se hacía el desentendido o si era una mala persona, aunque fuera a un nivel muy lindo.
Pipo Lernoud.

## Créditos
- Horacio Malvicino y su orquesta: orquesta